# Caldwelliola selvola
Caldwelliola selvola är en insektsart som beskrevs av Young 1977. Caldwelliola selvola ingår i släktet Caldwelliola och familjen dvärgstritar. Inga underarter finns listade i Catalogue of Life.